# Новомихайловский
Новомиха́йловский — посёлок городского типа (курортный посёлок) в Туапсинском районе Краснодарского края.
Административный центр муниципального образования Новомихайловское городское поселение.

## География
Посёлок расположен в северной части Туапсинского района, у устья реки Нечепсухо. Находится в 35 км к северо-западу от районного центра Туапсе и в 125 км к югу от города Краснодар (по дороге).
Граничит с землями населённых пунктов: Пляхо на севере, Псебе на востоке, Ольгинка на юге, а также с посёлками-санаториями — «Приморская», «Ласточка», «Черноморье» и «Агрия».
Посёлок расположен у черноморского побережья (Михайловская бухта), у подножья южного склона Главного Кавказского хребта. Поселение находится в долине реки Нечепсухо и с трёх сторон окружён горными грядами со смешанным сосновым и лиственным лесом. Средние высоты на территории посёлка составляют около 30 метров над уровнем моря. Прибрежная часть посёлка находится в зоне нулевой отметки. Наивысшей точкой местности является гора Маяк (304 м), расположенная к северо-востоку от посёлка. Над восточной окраиной посёлка возвышается гора Средняя (269 м).
Гидрографическая сеть представлена рекой Нечепсухо. В центре посёлка в Нечепсухо впадает её крупнейший левый приток — река Псебе.
Климат в посёлке влажный субтропический. В основном климатические условия характеризуют воздушные массы дующие с акватории Чёрного моря. Среднегодовая температура воздуха составляет около +13,0°С, со средними температурами июля около +23,0°С, и средними температурами января около +4,0°С. Среднегодовое количество осадков составляет около 1100 мм в год. Основная часть осадков выпадает в зимний период.

## История
Античность и Средневековье

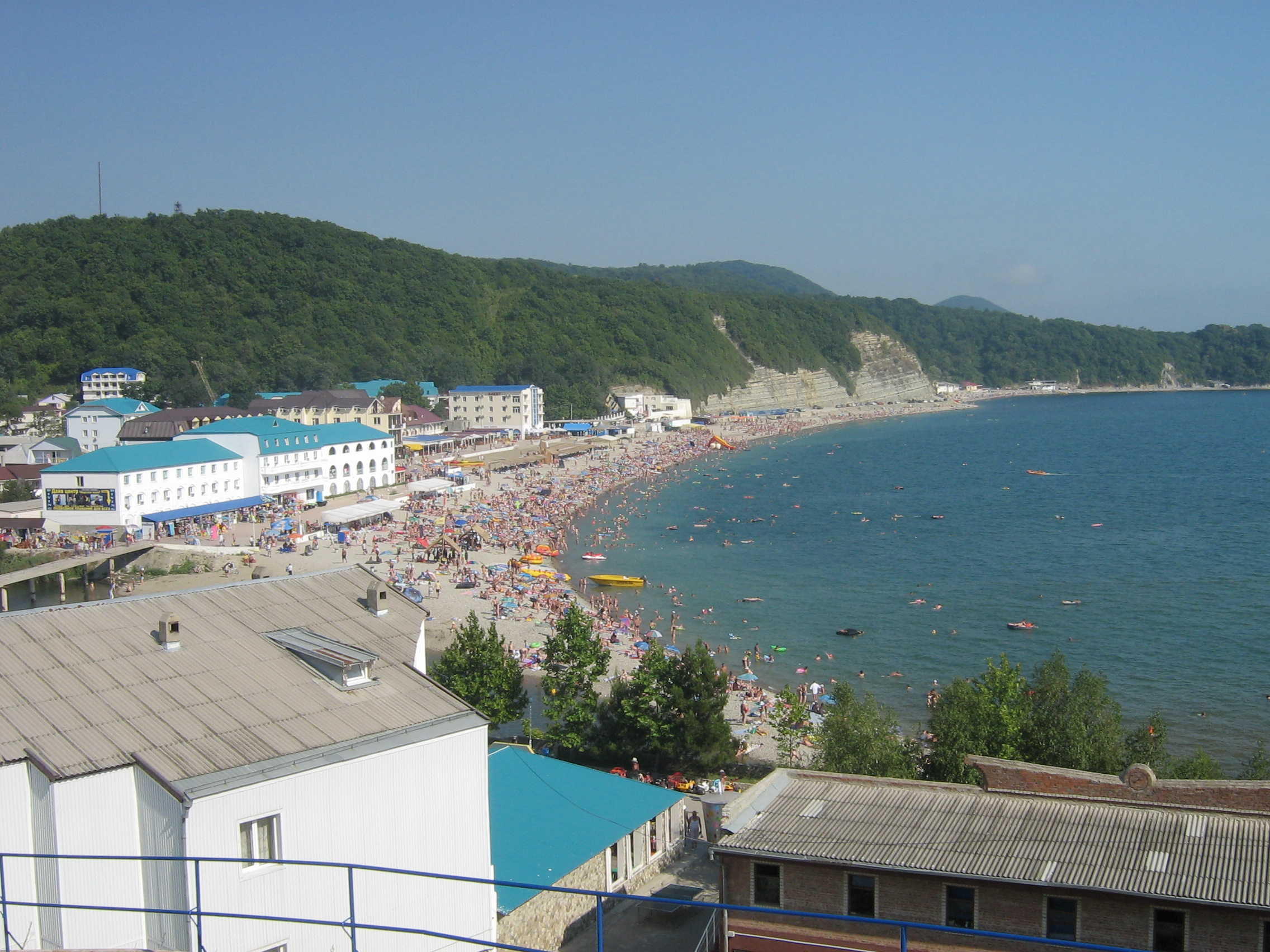
Вид на городской пляж с террасы церкви святого Николая Чудотворца

В эпоху поздней античности и раннего Средневековья, на территории современного посёлка был расположен один из крупнейших городов Древней Зихии — Никопсис (адыг. Ныджэпсыхъо), который являлся центром Зихийской епархии Константинопольского патриархата. До сих пор в различных районах и окраинах посёлка сохранились развалины древнего города.
По данным итальянских карт XIII-XV веков на месте современного поселения существовала крепость Маура Джихия (Maura Zicchia). Следующее турецкое название населённого пункта может являться калькой этого названия.
В конце XV века Северное Причерноморье было уступлено генуэзцами Османской Империи, установившей свое господство в этом регионе почти на четыре века. Из-за стратегически важного расположения Никопсии, на остатках древних оборонительных сооружений была основана турецкая крепость — Дузу-Кале.
Новое время
После завершения Кавказской войны и депортации черкесов в Османскую империю, 24 ноября 1864 года, в составе Шапсугского берегового батальона была основана станица Новомихайловская. Имя станица получила в честь укрепления Михайловского (на месте современного селения Архипо-Осиповки).
В 1870 году после расформировании Шапсугского батальона, станица была преобразована в селение.
Новейшее время
13 июля 1966 года селение Новомихайловское было преобразовано в курортный посёлок Новомихайловский.
В ночь на 22 августа 2012 года, в результате ливневых дождей вышла из берегов река Нечепсухо. В зоне бедствия оказались 600 домов, а также больница и школа. Четыре человека погибли, пострадали 1500 человек, в том числе 275 детей.

## Население
| 1920    | 1970    | 1979    | 1989    | 2002    | 2010    | 2012    |
| ------- | ------- | ------- | ------- | ------- | ------- | ------- |
| 692     | ↗5910   | ↗8478   | ↗10 251 | ↘10 238 | ↘10 213 | ↗10 492 |
| 2013    | 2014    | 2015    | 2016    | 2017    | 2018    | 2019    |
| ↘10 419 | ↗10 606 | ↗10 792 | ↘10 788 | ↗10 985 | ↘10 877 | ↘10 858 |
| 2020    | 2021    | 2023    |         |         |         |         |
| ↘10 765 | ↘10 168 | ↘10 134 |         |         |         |         |

Национальный состав

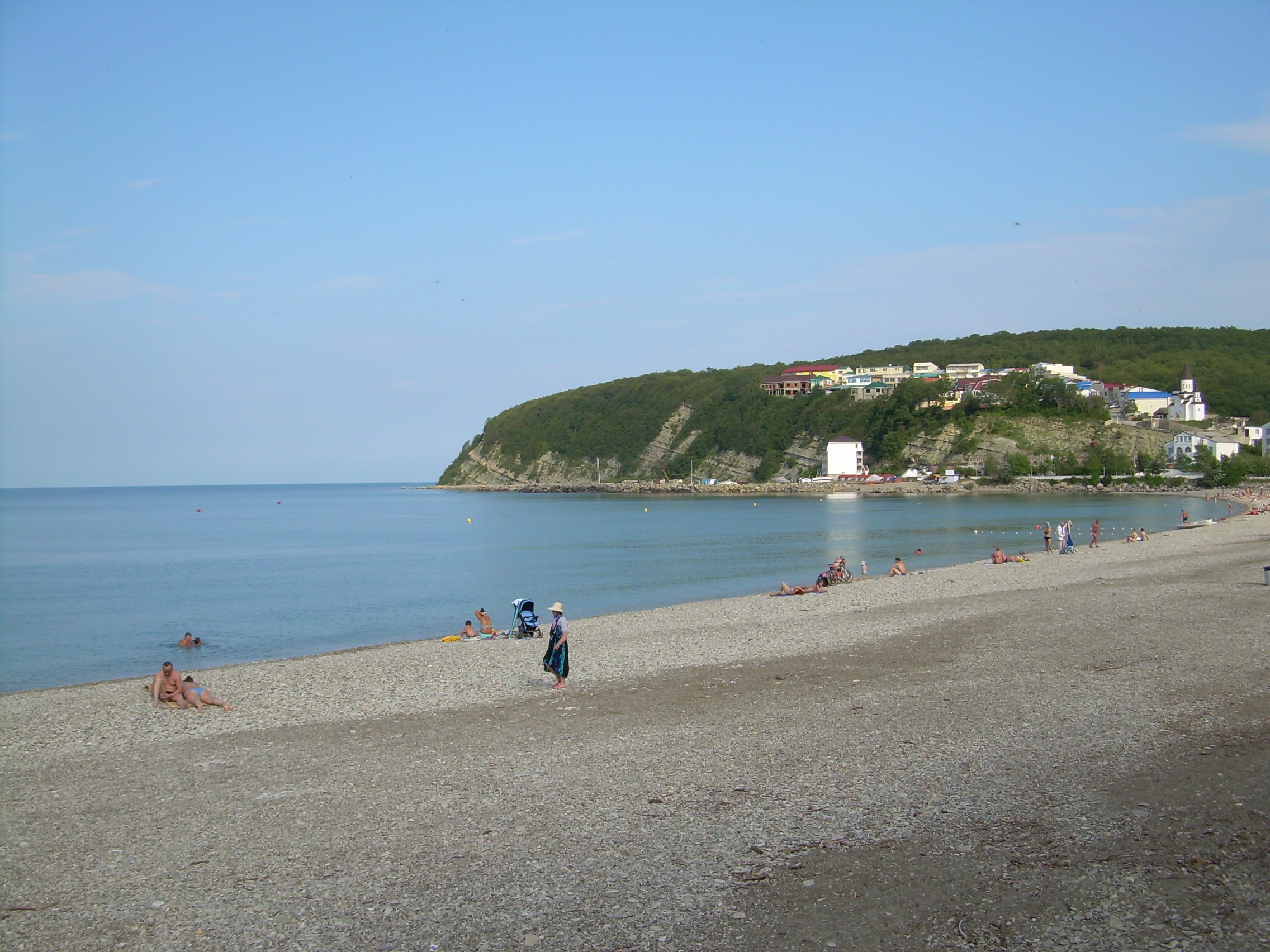
Пляж в Новомихайловском. Вид на церковь Святого Николая Чудотворца

По данным Всероссийской переписи населения 2010 года:
| Народ                     | Численность, чел. | Доля от всего населения, % |
| ------------------------- | ----------------- | -------------------------- |
| русские                   | 6 416             | 62,82 %                    |
| армяне                    | 1 783             | 17,46 %                    |
| адыги                     | 434               | 4,25 %                     |
| украинцы                  | 191               | 1,87 %                     |
| другие                    | 560               | 5,48 %                     |
| не указано национальность | 829               | 8,12 %                     |
| всего                     | 10 213            | 100,0 %                    |

По данным Всероссийской переписи населения 2021 года:
| Народ             | Численность, чел. | Доля от всего населения, % |
| ----------------- | ----------------- | -------------------------- |
| Русские           | 7 587             | 74,62 %                    |
| Армяне            | 1 754             | 17,25 %                    |
| Адыги (Черкесы)   | 477               | 4,69 %                     |
| другие/не указано | 350               | 3,44 %                     |
| всего             | 10 168            | 100,0 %                    |

## Образование
- Средняя общеобразовательная школа № 30 — ул. Ленина, 28.
- Средняя общеобразовательная школа № 35 — ул. Мира, 67.
- Начальная школа Детский сад № 1.
- Начальная школа Детский сад № 2.

## Здравоохранение
- Участковая больница — ул. Речная, 2.

## Религия
Русская Православная Церковь
- Приход Святого Апостола Андрея Первозванного — ул. Мира, 73 «а».

Храм Святого Апостола Андрея Первозванного был открыт в 1993 году. В 1997 году настоятелем и прихожанами был построен церковный дом на территории храма и заложен фундамент под строительство храма.
Армянская апостольская церковь
- Храм Армянской Апостольской церкви Святого Николая Чудотворца.

## Экономика
Основой экономики курортного посёлка является оздоровительный туризм. На территории поселения действуют несколько десятков различных санаториев и лагерей. Гостиницы в основном размещены в прибрежной зоне.
В сельском хозяйстве развито садоводство. Вокруг Новомихайловского и Пляхо расположены различные сады. Действует совхоз.

## Улицы
На территории пгт зарегистрировано: 
- 1 бульвар
- 43 улицы
- 38 переулков
- 9 кварталов
- 8 микрорайонов
- 13 СНТ (садовое некоммерческое товарищество)
- 16 территорий ГСК (гаражно-строительный кооператив)
- 2 территории ГЛК (гаражно-лодочный кооператив).